# Aspidistra
Aspidistra is de botanische naam van een geslacht van eenzaadlobbige planten: de naam wordt ook in het Nederlands gebruikt voor planten in dit geslacht die als kamerplant gebruikt worden. De naam komt uit het Oudgrieks, ἀσπίς, aspis = 'schild' of ἀσπίδιον, aspidion = 'schildje'.
De taxonomische plaatsing en omschrijving van dit geslacht zijn voortdurend aan discussie onderhevig.
Deze planten zijn groenblijvend en kruidachtig: de bladeren komen rechtstreeks uit de wortelstokken. Ze werden al in 1800 van China naar Europa gebracht en behoren tot de lang toegepaste kamerplanten.
Enkele soorten:
- Aspidistra elatior
- Aspidistra caespitosa
- Aspidistra linearifolia
- Aspidistra lurida
- Aspidistra minutiflora
- Aspidistra typica

## Andere benamingen
'Kwartjesblad' en 'slagersplant' zijn volksbenamingen voor Aspidistra. De laatste benaming heeft waarschijnlijk te maken met het feit dat de aspidistra vroeger veel in slagerijen werd gehouden, waarschijnlijk omdat zij bestand is tegen lage temperaturen en niet veel licht nodig heeft.